# 15897 Беначкова
15897 Беначкова (15897 Beňačková) — астероїд головного поясу, відкритий 10 серпня 1997 року.
Тіссеранів параметр щодо Юпітера — 3,702.